# Jochen Rindt
Jochen Rindt, nato Karl Jochen Rindt (Magonza, 18 aprile 1942 – Monza, 5 settembre 1970), è stato un pilota automobilistico austriaco con cittadinanza tedesca, campione del mondo di Formula 1 nel 1970. Il titolo gli fu assegnato postumo dopo che il pilota trovò la morte in un incidente sul circuito di Monza.
Dotato di uno stile di guida aggressivo e spettacolare, era considerato uno dei migliori piloti automobilistici della sua epoca. Durante la sua intera carriera agonistica, pur mantenendo anche la cittadinanza tedesca data dai suoi natali, corse sempre sotto licenza austriaca, dato che si era trasferito in Austria in tenera età e qui era stato cresciuto dai nonni, dopo la morte dei genitori avvenuta durante la seconda guerra mondiale e di cui, secondo molte fonti, non fu mai cittadino.
Rindt trascorse buona parte della sua carriera in Formula 1, categoria in cui vinse sei Gran Premi (di cui cinque nel 1970), ma ottenne successi pure in altre categorie, quali la Formula 2 e le competizioni a ruote coperte, in cui conquistò la 24 Ore di Le Mans del 1965.

## Caratteristiche tecniche

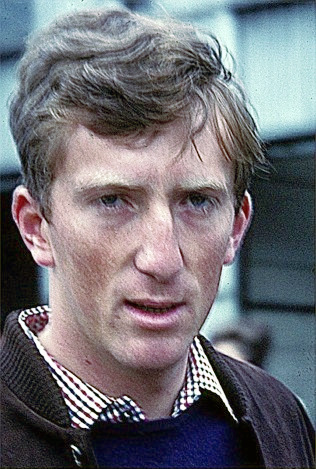
Jochen Rindt nel 1968

Rindt era un pilota molto veloce sul giro, tanto che la stampa specializzata prese a chiamarlo "Grindt" visto il suo temperamento focoso in pista. I tifosi lo chiamavano anche "Dynamite" per via del suo piede destro molto pesante. Curioso il soprannome che gli diedero alcuni giornalisti, "Tiger" per via del suo naso che era schiacciato come quello del felino. Il decano dei giornalisti inglesi, Denis Jenkinson, disse che secondo lui Rindt era veloce ma senza testa (nonostante la cosa sia citata in molteplici fonti, in origine però risulterebbe solo che il giornalista reputava il pilota arrogante e testardo), tanto che se avesse vinto un Gran Premio si sarebbe tagliato per scommessa la sua famosa barba; Jenkinson per inciso si tagliò la barba nel 1969 quando Rindt vinse il suo primo Gran Premio al volante della Lotus. Rindt sopportava l'utilizzo del casco integrale solo quando guidava su circuiti meno tortuosi, quali Hockenheim e Monza, poiché riduceva a suo giudizio il campo visivo alla guida. Il pilota soffriva inoltre anche di mal d'auto e aveva una gamba più corta dell'altra di quattro centimetri, per una frattura del collo del femore, frutto di un incidente sugli sci avvenuto quand'era ragazzo.

## Carriera

### La famiglia
Rindt nacque a Magonza nel 1942, durante la seconda guerra mondiale. I suoi genitori erano Karl Rindt e Ilse, nata Martinowitz. Il padre era tedesco, ricco commerciante di spezie, titolare di un'azienda di Magonza che risaliva al 1840, la Klein & Rindt fornitrice durante la seconda guerra mondiale della Wehrmacht, la madre, austriaca, figlia di un noto avvocato, era stata una tennista di successo, fumava e guidava automobili; da un precedente matrimonio terminato con un divorzio aveva avuto un figlio, di nome Uwe Eisleben. Morirono nel luglio 1943 ad Amburgo, dov'erano andati a ispezionare una filiale della Klein & Rindt, durante un bombardamento aereo della Royal Air Force nel corso dell'operazione Gomorrah: fu quindi cresciuto dai nonni materni, Hugo e Gisa Martinowitz, residenti a Graz, nell'allora Ostmark. Fu il nonno austriaco ad assicurargli il passaporto tedesco, come precauzione per fargli conservare la sostanziosa eredità paterna.

### Gli inizi
Sviluppò fin dalla tenera età una gran passione per l'automobilismo: conobbe il futuro compagno di corse Helmut Marko quando a Graz frequentavano insieme il ginnasio, con cui si cimentava in corse notturne clandestine. Nel 1961, con Marko e altri amici, assistette al Gran Premio di Germania 1961; decise di vendere l'azienda lasciatagli dal padre in eredità per cominciare a gareggiare, usando la SIMCA Monthlery della nonna in gare rallystiche, per poi passare in seguito nel campionato turismo alla guida di una Giulietta TI.

### 1963 e 1964
Il suo debutto in monoposto avvenne nel 1963, con la partecipazione al campionato di Formula Junior, dove ebbe l'occasione di competere con altri piloti di rilievo come Jackie Stewart e Jo Siffert, vincendo la quinta edizione del circuito di Cesenatico nell'aprile 1963. L'anno seguente passò alla Formula 2, categoria che lo vide protagonista assoluto fino al tragico epilogo della sua carriera. Raccolse in questa categoria un numero impressionante di pole e 45 vittorie, misurandosi sempre con piloti come Jim Clark e Graham Hill. Sempre nel 1964 balzò all'onore della cronaca sportiva vincendo la famosa gara internazionale di F2 sul circuito di Crystal Palace nei pressi di Londra, battendo in quell'occasione Clark, Hill e Stewart; in quell'anno debutta in Formula 1 nel Gran Premio d'Austria sulla pista ricavata dall'aerodromo di Zeltweg al volante di una Brabham della scuderia di Rob Walker. Parte tredicesimo ma dovette ritirarsi per un guasto al cambio.

### 1965: Formula 1 e vittoria alle 24 Ore di Le Mans

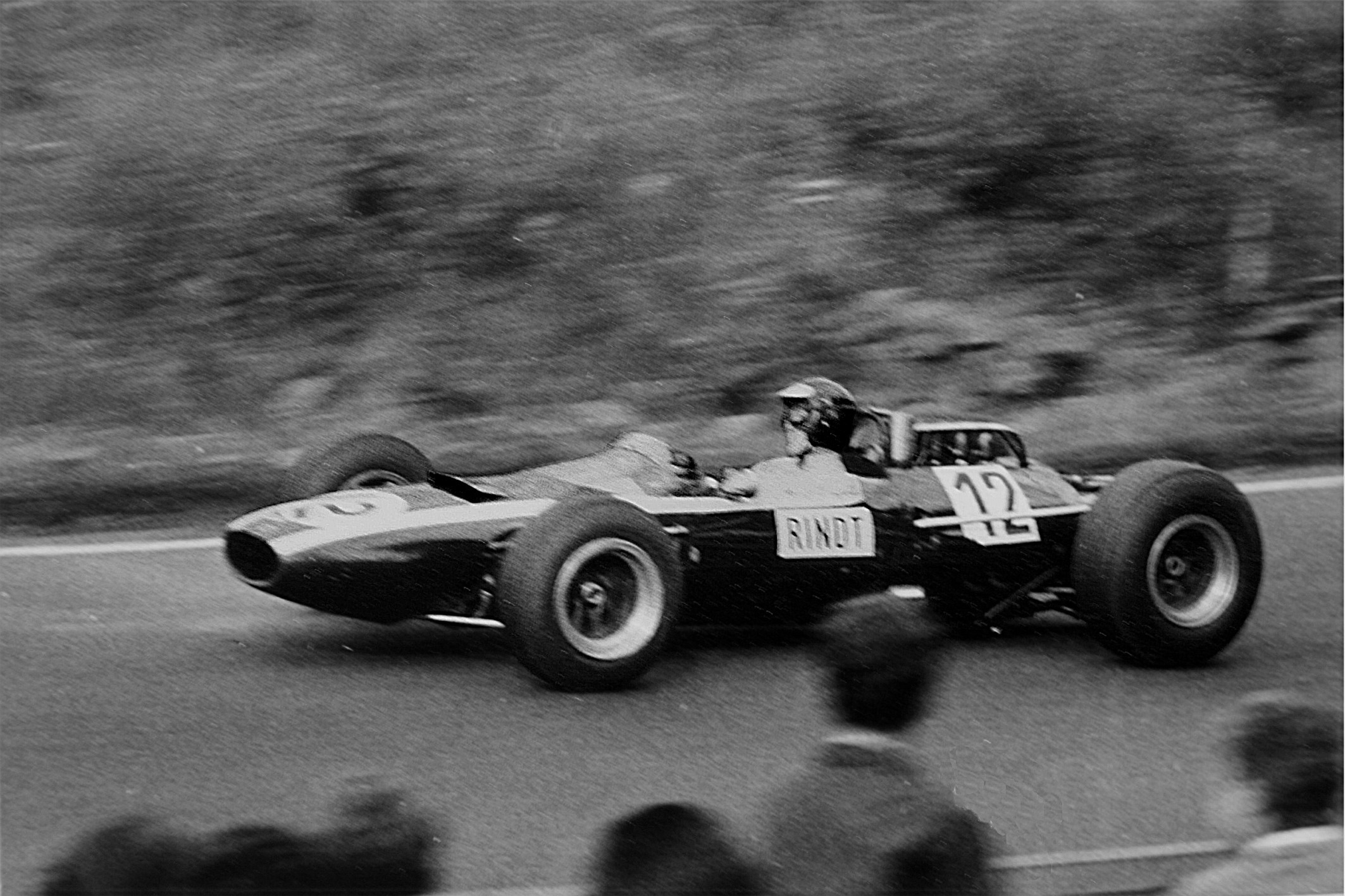
Jochen Rindt con la Cooper-Climax T77 al Nürburgring nel 1965

L'anno successivo, alla guida di una Ferrari 250 LM, riuscì a imporsi alla 24 Ore di Le Mans, in coppia con Masten Gregory, per la scuderia privata NART di Luigi Chinetti. L'equipaggio austro-statunitense, partito dall'undicesimo posto in griglia, giovò dei problemi occorsi alle Ferrari e Ford ufficiali, e registrò il primo trionfo di una squadra privata sulla Sarthe da otto anni a quella parte; la corsa fu ultimata da Gregory, che tagliò vittorioso il traguardo proprio quando il differenziale della vettura si ruppe.
Vinse in seguito a Zeltweg con una Ferrari 250 il Gran Premio d'Austria Auto Sport e Prototipi, in una corsa messa a rischio dall'aver urtato un'altra macchina in gara.
Nel 1965 approda stabilmente al campionato di F1 con la Cooper, al fianco di Bruce McLaren, piazzandosi al quarto posto in Germania.

### 1966
Nella stagione 1966 alla guida della Cooper-Maserati ottiene il primo podio in carriera (il secondo posto in Belgio) e diversi altri risultati a podio, il terzo in Germania e il secondo negli USA, battendo i compagni di squadra Richie Ginther, Chris Amon e Moisés Solana, ottenendo così il terzo posto finale nel campionato.

### 1967

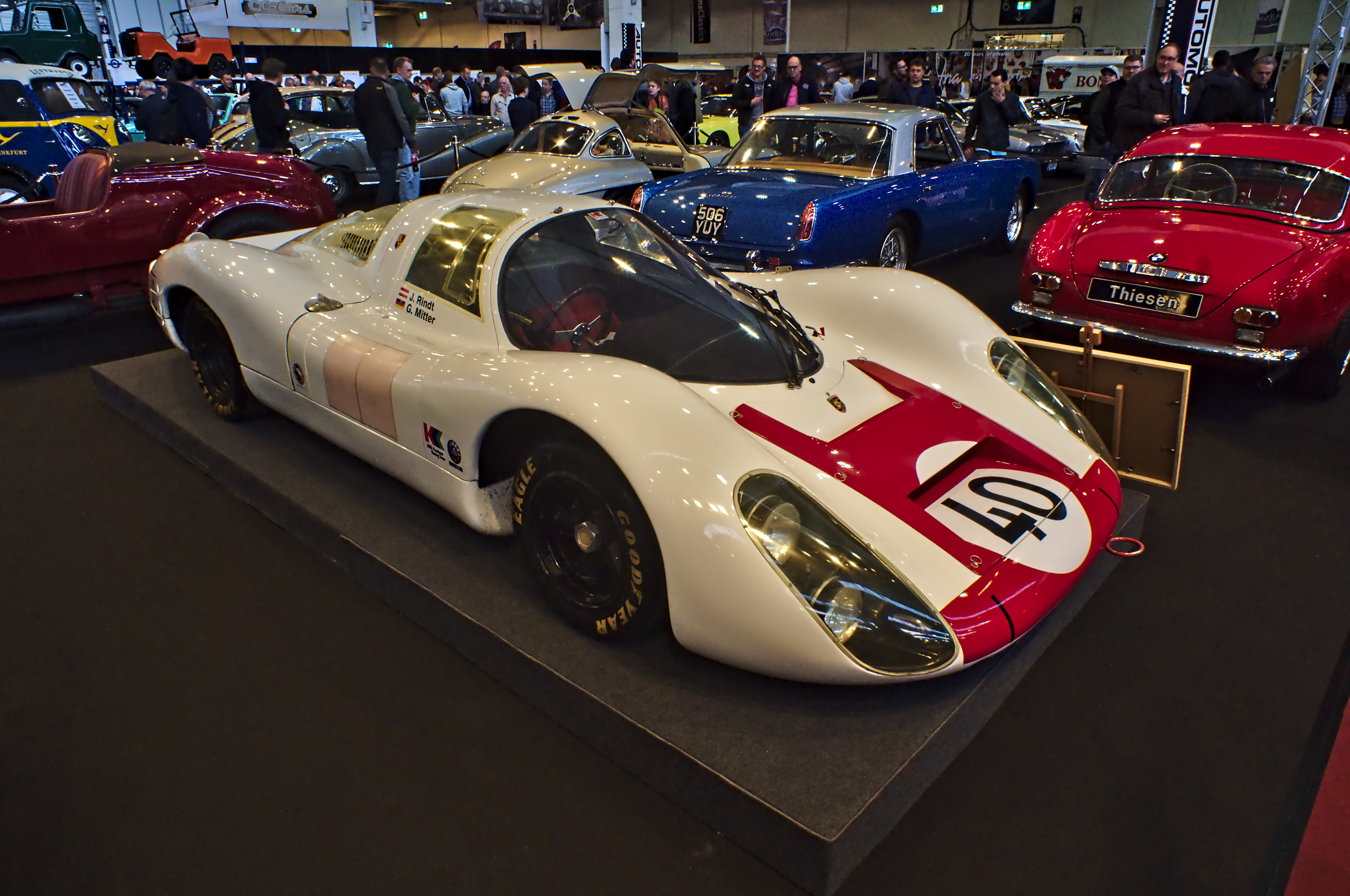
La Porsche 907 con cui Rindt gareggiò alla 24 Ore di Le Mans 1967

#### Formula 2
Nel luglio 1967 vince il Gran Premio di Formula 2 a Rouen, precedendo al traguardo Bruce McLaren, Jo Schlesser e Graham Hill.

#### Formula 1
In Formula 1 arrivano due quarti posti, in Belgio e in Italia, concludendo così il relativo campionato al tredicesimo posto con sei punti.

#### 24 ore di Le Mans
Nel 1967 fu ancora impegnato a Le Mans con Gerhard Mitter.

### 1968

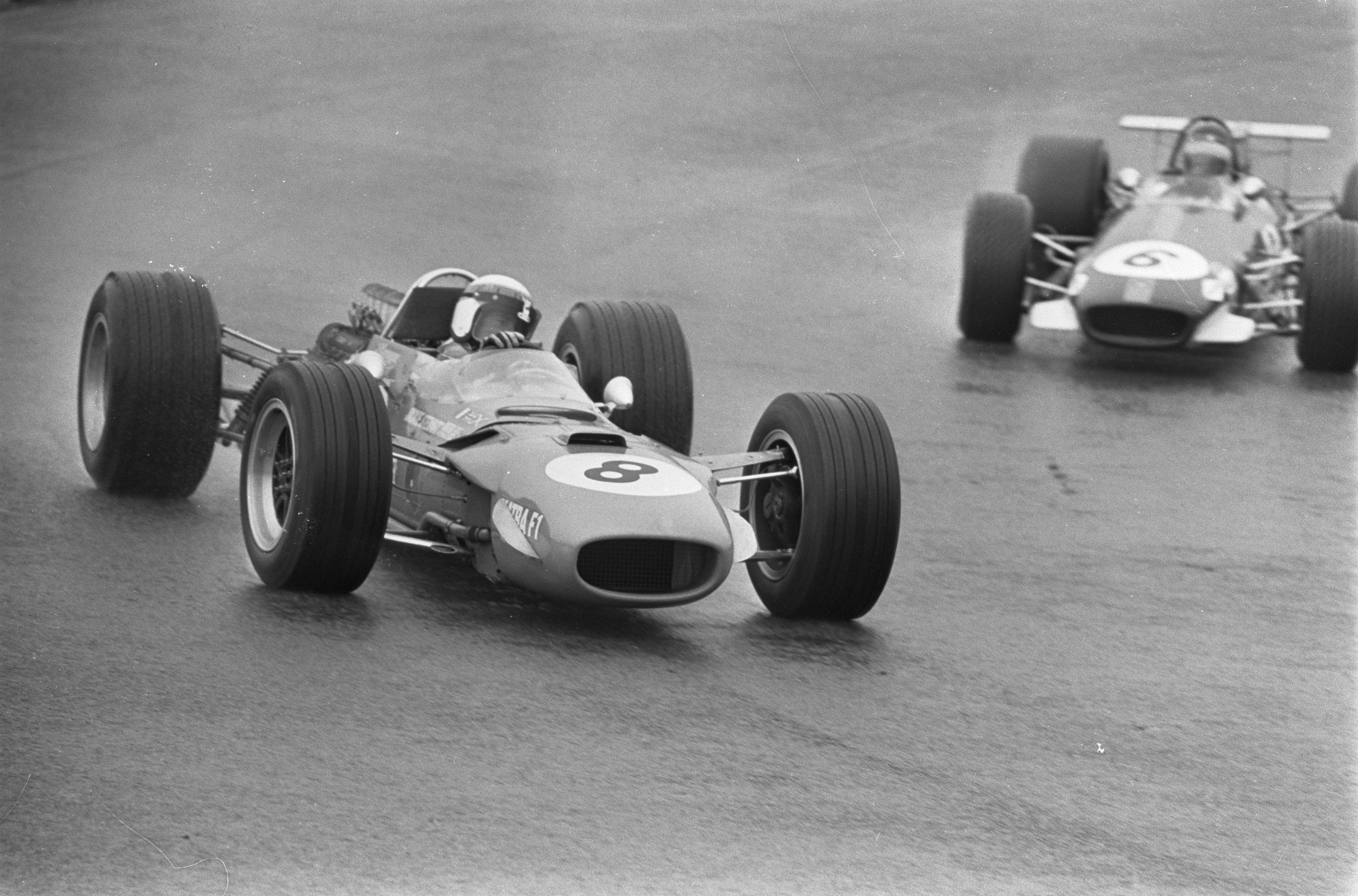
Rindt segue Stewart al Gran Premio d'Olanda 1968

Nel 1968 entra a far parte della scuderia Brabham, senza ottenere grandi risultati, a parte battere Jack Brabham, ottenere due terzi posti in Sudafrica e in Germania, alcune pole position e giri veloci in gara, per via della scarsa competitività della monoposto con cui per dieci volte dovette ritirarsi per problemi meccanici.
Alla fine della stagione entrò nel team della Lotus come compagno di Graham Hill, grazie al suo manager Bernie Ecclestone.

### 1969

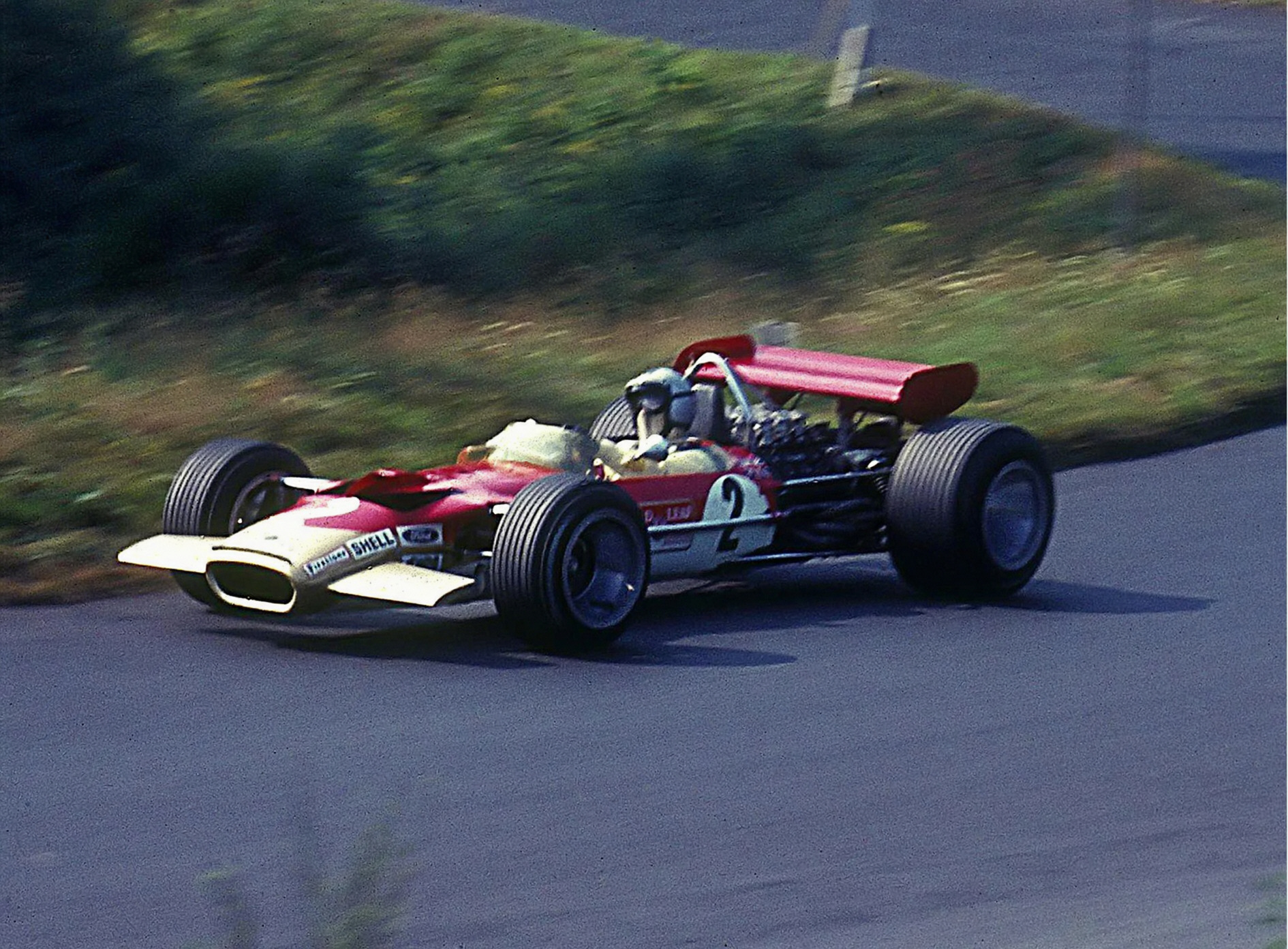
Rindt impegnato alla guida della sua Lotus 49B al Gran Premio di Germania 1969

Nel 1969 fu al volante della Lotus 49B che «aveva la fama di vettura fragile e pericolosa, specialmente con i nuovi dispositivi aerodinamici, infatti proprio durante la trasferta oltre oceano Hill, si fratturò entrambe le gambe interrompendo la sua carriera per qualche tempo».
Il 4 maggio 1969 rimase vittima di un grave incidente al Gran Premio di Spagna, per la rottura dell'alettone posteriore urtò prima i guard rail e poi la macchina di Graham Hill rimasta sul circuito dopo essere stata danneggiata in un incidente e si ruppe il setto nasale, la mandibola e subì una commozione cerebrale che gli procurò disturbi alla vista e all'equilibrio per qualche tempo.
Heinz Pruller, il biografo ufficiale di Rindt, afferma che, in seguito a questo incidente, il pilota anticipò alla moglie Nina il proposito di volersi ritirare dalle corse, decisione che divenne nota nell'ambiente della Formula 1.
Ristabilitosi, conquistò il suo primo successo sul circuito di Watkins Glen, dove il suo compagno di scuderia, Hill, si fratturò le gambe; sempre in quella stagione arrivò un secondo posto in Italia a 8 centesimi di secondo dal vincitore Stewart e un terzo in Canada.

### 1970
Nel 1970 diventò il pilota di punta della Lotus e riuscì a vincere cinque gare nelle prime nove. Con la vittoria nel Gran Premio di Francia si portò in testa alla classifica del campionato del mondo per piloti. Ad agosto vinse in volata il Gran Premio di Hockenheim, una gara dove Jacky Ickx era stato al comando della corsa per trentuno dei cinquanta giri con Rindt che solo al quarantanovesimo giro riusciva a superare definitivamente Ickx.
Approdò al Gran Premio d'Italia primo in classifica generale, con un consistente vantaggio sugli inseguitori e con l'obiettivo di vincere matematicamente il titolo mondiale.

#### L'incidente fatale
A Monza, durante le qualifiche del sabato, all'inizio del quinto giro perse il controllo della vettura appena prima della curva Parabolica, andando a urtare violentemente contro il guard-rail. La vettura si disintegrò e Rindt morì durante il trasporto all'ospedale.
Le cause dell'impatto sono ignote. L'ipotesi più accreditata riguarda un problema all'impianto frenante: la rottura dell'alberino di supporto del disco freno entrobordo, che si tranciò di netto a causa del cedimento strutturale del materiale, troppo sollecitato dall'assenza degli alettoni, che rendevano molto instabile la Lotus 72. Questa scelta tecnica fu attuata per contenere la differenza di prestazioni con le Ferrari su un circuito veloce come quello di Monza. La brusca decelerazione prima della Parabolica portò la vettura verso il guard-rail. L'angolo di impatto non era dei più pericolosi, tuttavia la ruota sinistra si infilò sotto il parapetto, dove probabilmente dei tifosi avevano scavato una buca per entrare clandestinamente nell'autodromo, e causò una rapida rotazione. Il medico che per primo intervenne sul luogo dell'incidente verificò che, nonostante le ferite evidenti al torace e agli arti inferiori, non c'era fuoriuscita di sangue, perché era avvenuto un arresto cardiaco al momento dell'impatto con il guard rail. Le pupille risultavano molto dilatate. Clinicamente era ancora vivo, ma dopo il primo massaggio cardiaco il polso era molto debole.
La morte fu causata principalmente dal piantone dello sterzo, che sfondò lo sterno del pilota austriaco: le cinture di sicurezza si strapparono parzialmente dai sei punti di ancoraggio alla scocca e non ressero alla decelerazione dell'impatto, proiettando il pilota in avanti verso il volante. La forte decelerazione e la totale perdita dell'avantreno dovuta all'impatto, fecero sì che anche gli arti inferiori subissero gravi lesioni seppur non fatali. Il piede sinistro, il più leso dall'angolo d'impatto, era separato quasi di netto dalla caviglia. Ai soccorritori che per primi giunsero sul luogo apparve una scena raccapricciante: Rindt era disteso nell'abitacolo con gli arti inferiori completamente esposti. Spirò pochi minuti dopo nell'ambulanza che lo stava trasportando all'ospedale Niguarda di Milano. Fu aperta un'inchiesta della magistratura italiana, che mise sotto accusa la Lotus e Colin Chapman per la scarsa solidità delle sue vetture. Giancarlo Gnepo Kla scrisse per Ruoteclassiche: «Nell'ottica di una migliore distribuzione dei pesi Chapman spostò i dischi all'interno del telaio, allontanando masse dalle ruote. Tuttavia le torsioni che gravavano sul mozzo erano tali da provocare anche dei cedimenti».
Quasi un mese più tardi, la vittoria di Emerson Fittipaldi al Gran Premio degli Stati Uniti impedì a Jacky Ickx di superare l'austriaco in classifica generale: in tal modo Rindt fu il primo e ancora oggi unico campione del mondo postumo.
Al suo funerale, a Graz l'11 settembre 1970, Joakim Bonnier pronunciò l'elogio funebre dicendo: «Morire facendo qualcosa che amavi fare, significa morire felici. E Jochen ha l'ammirazione e il rispetto di tutti noi. L'unico modo di ammirare e rispettare un grande pilota e amico. A prescindere da cosa accadrà nei Gran Premi rimanenti quest'anno, per tutti noi Jochen è il campione del mondo».
Rindt riposa nel Cimitero centrale di Graz.

## La vittoria postuma nel campionato del mondo

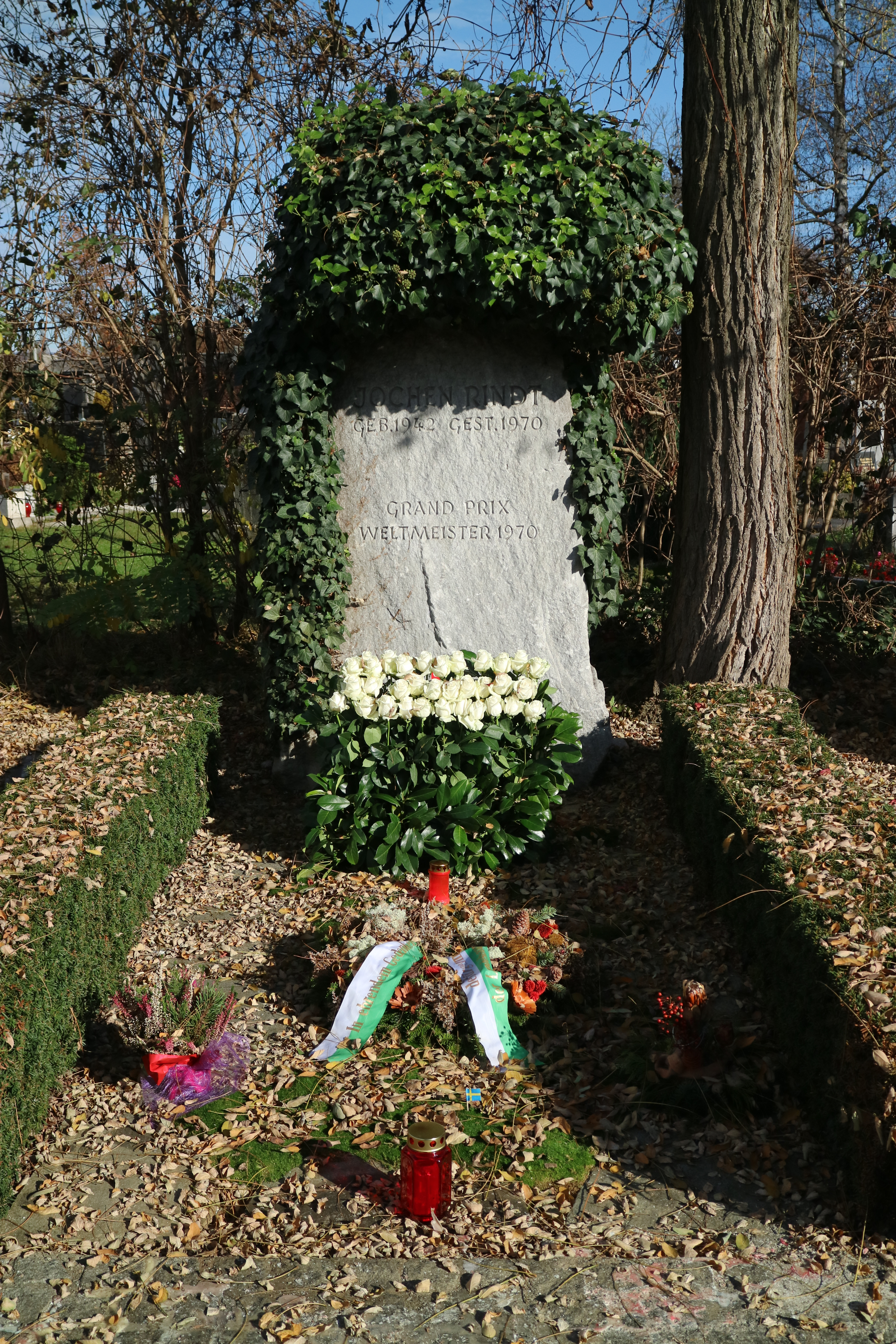
La tomba di Rindt al cimitero di Graz

Al momento della morte Rindt aveva vinto cinque dei dieci Gran Premi della stagione, dandogli quindi un vantaggio nella classifica del campionato per piloti di venti punti sul secondo provvisoriamente in classifica e ventisei su colui che alla fine della stagione sarebbe stato il secondo in classifica, rispettivamente Stewart e Ickx.
Dopo la vittoria nella corsa successiva in Canada, Ickx ridusse lo svantaggio che aveva su Rindt a 17 punti a due gare dal termine della stagione, rendendolo l'unico ad avere una possibilità di conquistare il titolo, a patto che vincesse le ultime due corse guadagnando così i diciotto punti necessari; al successivo Gran Premio degli Stati Uniti invece Ickx arrivò quarto, in una corsa vinta da colui che aveva sostituito Rindt al volante della Lotus, Emerson Fittipaldi; ciò rese Rindt il solo campione del mondo postumo nella storia della Formula 1. Nella circostanza Ickx dichiarò: 
Il trofeo di campione del mondo fu consegnato alla vedova Nina da Stewart il 18 novembre 1970, nel corso di una cerimonia vicino a Place de la Concorde a Parigi

## La sicurezza dei piloti in pista
Rindt fu coinvolto da Stewart nella lotta per migliorare le misure di sicurezza in Formula Uno; per questo motivo fu criticato dalla stampa, che definì Stewart, Rindt and Joakim Bonnier la "Geneva connection", per la comune residenza in Svizzera. Quale membro della Grand Prix Drivers' Association di recente costituzione, fu lui a ispezionare il 4 maggio 1969 quel circuito del Montjuïc dove, per la rottura dell'alettone posteriore, si sarebbe schiantato contro quei guard rail che aveva insistito perché fossero resi meno pericolosi. Nel luglio 1970 fu tra i piloti che si batterono per una maggiore sicurezza nei circuiti, sostenendo modifiche a essi che avrebbero evitato la sua morte poche settimane dopo: dichiarò la necessità di creare aree dove la macchina potesse decelerare oltreché la sostituzione delle vecchie barriere di sicurezza con staccionate in legno leggero, più adatte a frenare la corsa di una vettura uscita di pista in maniera più dolce e senza lacerare i serbatoi di benzina.
In seguito all'incidente avvenuto durante il GP di Spagna del 1969 inviò una lettera aperta a varie testate giornalistiche specializzate in cui criticava gli alettoni sottolineadone la pericolosità, riflessioni che provocarono scalpore nell'ambiente e spinse la Commission Sportif Internationale, l'organo di governo sportivo che ha preceduto la FIA, a decidere di decretare la provvisoria inammissibilità di tali alettoni per poi imporre ulteriori modifiche al modo con cui dovevano essere installate.

## Commemorazione

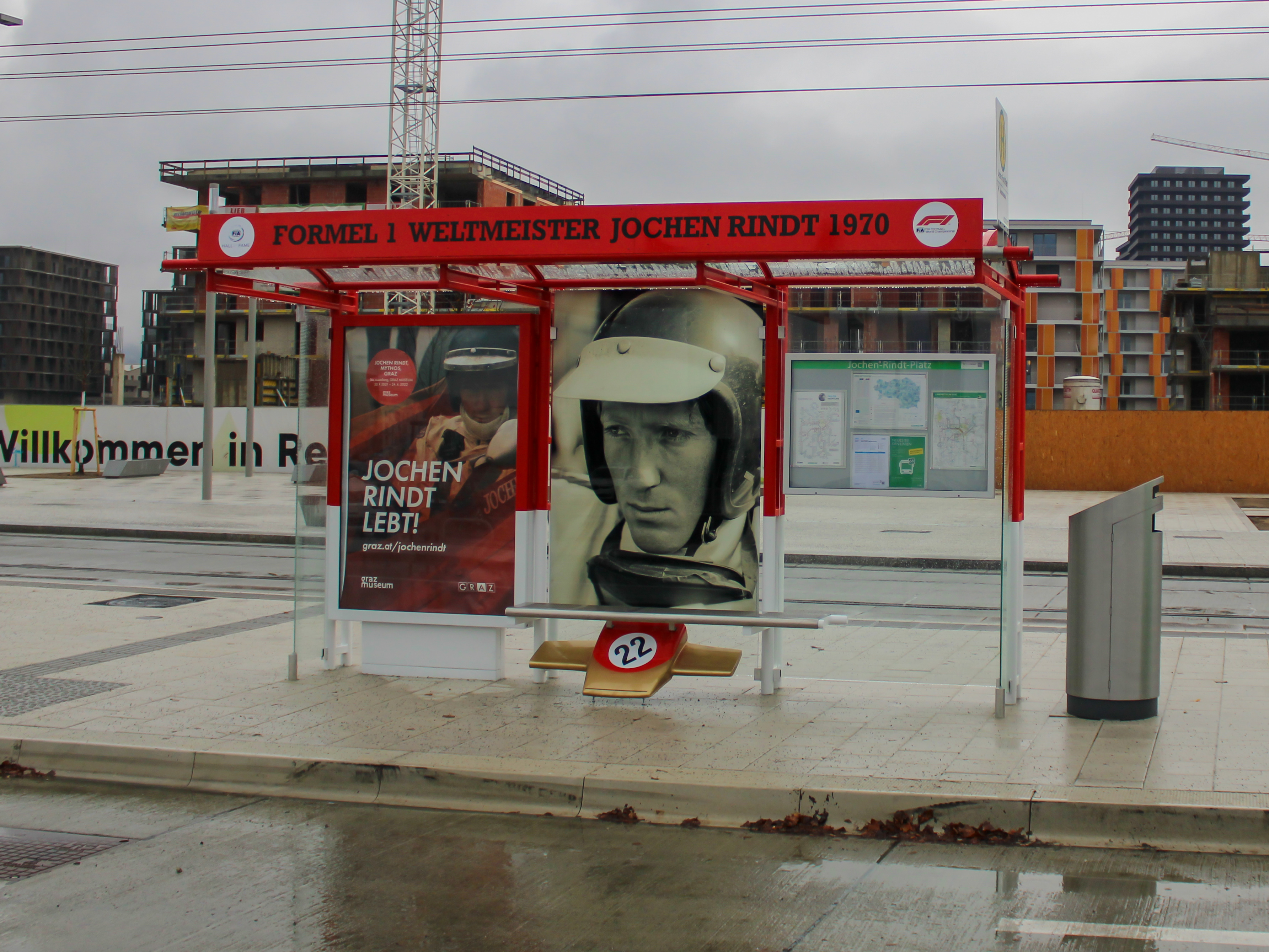
Il ricordo di Rindt a Graz

Rindt è stato commemorato in vari modi, sinché la competizione esistette la gara iniziale della BARC 200 Formula Two fu ribattezzata Jochen Rindt Memorial Trophy, nel 2000, in occasione del 30º anniversario della sua morte, la città di Graz ha svelato una targa in bronzo in suo ricordo, alla presenza della moglie Nina e della figlia Natasha; la penultima curva al Red Bull Ring è stata dedicata a lui.
Nel Regno Unito l'Historic Sports Car Club ha organizzato un campionato riservato alle vetture di Formula 2 storiche, la categoria riservata alle monoposto costruite prima del 1972 è stata chiamata "Class A Jochen Rindt Trophy".

## Risultati completi in Formula 1
| 1964 | Scuderia | Vettura |  |  |  |  |  |  |     |  |  |  |  |  |  | Punti | Pos. |
| ---- | -------- | ------- |  |  |  |  |  |  | --- |  |  |  |  |  |  | ----- | ---- |
| 1964 | Brabham  | BT11    |  |  |  |  |  |  | Rit |  |  |  |  |  |  | 0     |      |

| 1965 | Scuderia | Vettura   |     |    |    |     |    |     |   |   |   |     |  |  |  | Punti | Pos. |
| ---- | -------- | --------- | --- | -- | -- | --- | -- | --- | - | - | - | --- |  |  |  | ----- | ---- |
| 1965 | Cooper   | T73 e T77 | Rit | NQ | 11 | Rit | 14 | Rit | 4 | 8 | 6 | Rit |  |  |  | 4     | 13º  |

| 1966 | Scuderia | Vettura |     |   |   |   |     |   |   |   |     |  |  |  |  | Punti   | Pos. |
| ---- | -------- | ------- | --- | - | - | - | --- | - | - | - | --- |  |  |  |  | ------- | ---- |
| 1966 | Cooper   | T81     | Rit | 2 | 4 | 5 | Rit | 3 | 4 | 2 | Rit |  |  |  |  | 22 (24) | 3º   |

| 1967 | Scuderia | Vettura         |     |     |     |   |     |     |     |     |   |     |  |  |  | Punti | Pos. |
| ---- | -------- | --------------- | --- | --- | --- | - | --- | --- | --- | --- | - | --- |  |  |  | ----- | ---- |
| 1967 | Cooper   | T81, T81B e T86 | Rit | Rit | Rit | 4 | Rit | Rit | Rit | Rit | 4 | Rit |  |  |  | 6     | 13º  |

| 1968 | Scuderia | Vettura     |   |     |     |     |     |     |     |   |     |     |     |     |  | Punti | Pos. |
| ---- | -------- | ----------- | - | --- | --- | --- | --- | --- | --- | - | --- | --- | --- | --- |  | ----- | ---- |
| 1968 | Brabham  | BT24 e BT26 | 3 | Rit | Rit | Rit | Rit | Rit | Rit | 3 | Rit | Rit | Rit | Rit |  | 8     | 12º  |

| 1969 | Scuderia | Vettura |     |     |  |     |     |   |     |   |   |   |     |  |  | Punti | Pos. |
| ---- | -------- | ------- | --- | --- |  | --- | --- | - | --- | - | - | - | --- |  |  | ----- | ---- |
| 1969 | Lotus    | 49B     | Rit | Rit |  | Rit | Rit | 4 | Rit | 2 | 3 | 1 | Rit |  |  | 22    | 4º   |

| 1970 | Scuderia | Vettura  |    |     |   |     |   |   |   |   |     |    |  |  |  | Punti | Pos. |
| ---- | -------- | -------- | -- | --- | - | --- | - | - | - | - | --- | -- |  |  |  | ----- | ---- |
| 1970 | Lotus    | 49C e 72 | 13 | Rit | 1 | Rit | 1 | 1 | 1 | 1 | Rit | NP |  |  |  | 45    | 1º   |

| Legenda | 1º posto     | 2º posto | 3º posto    | A punti         | Senza punti/Non class.  | Grassetto – Pole position Corsivo – Giro più veloce |
| Legenda | Squalificato | Ritirato | Non partito | Non qualificato | Solo prove/Terzo pilota | Grassetto – Pole position Corsivo – Giro più veloce |